# Microgilia
Microgilia là một chi thực vật có hoa trong họ Polemoniaceae.

## Loài
Chi Microgilia gồm các loài: